# Mariënburg (Suriname)

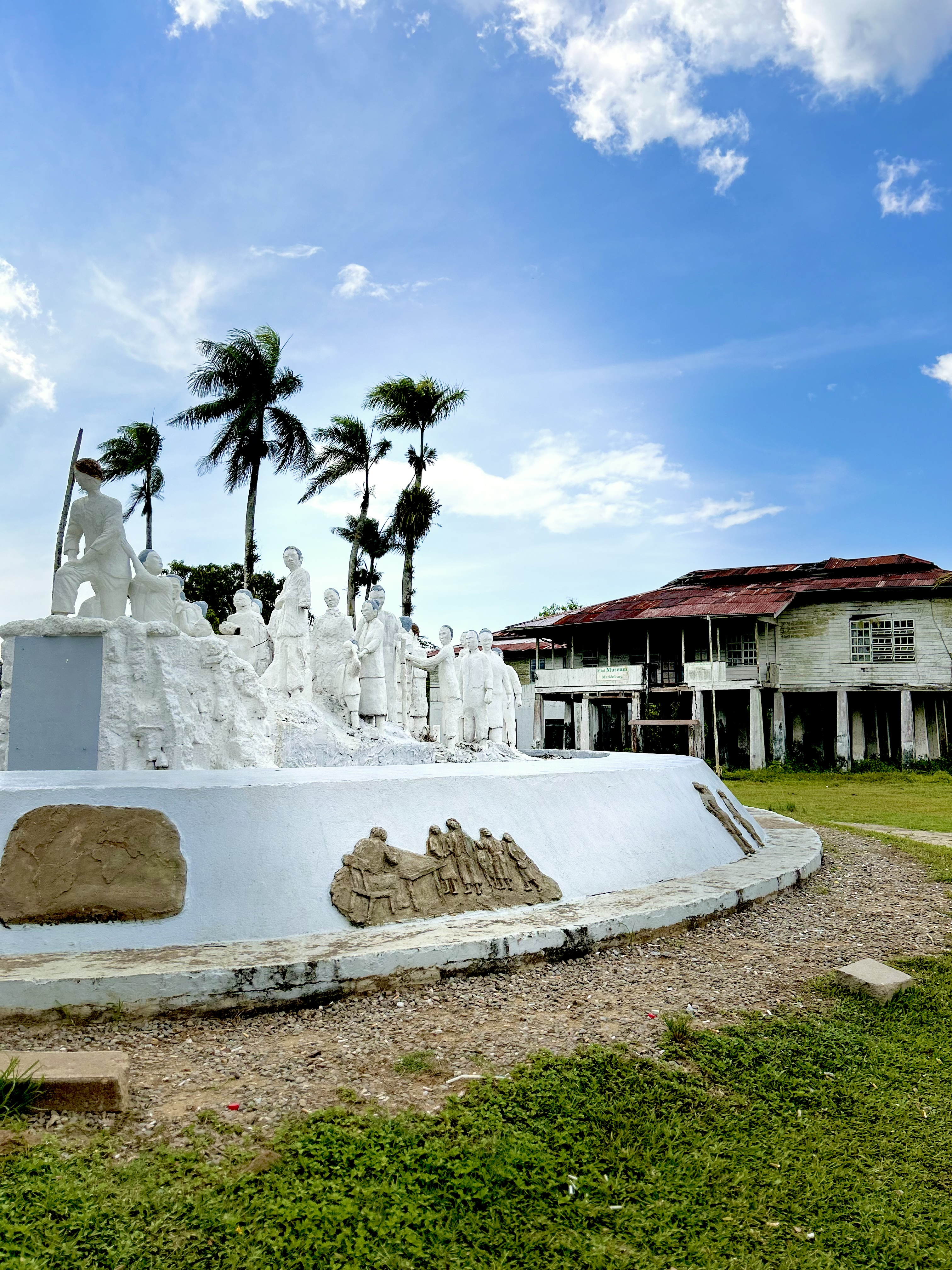
Monument te Mariënburg ter herinnering aan de Javaanse immigratie

Mariënburg is een plaats in district Commewijne in Suriname. Hier bevond zich in het verleden een suikerrietplantage, -fabriek en een kampong.
Sinds 2010 staat hier het monument voor 120 jaar Javaanse immigratie en in december 2023 werd hier het Culinary, Craft & Art Center geopend.

## Geschiedenis
Mariënburg is in 1745 als suikerplantage gesticht door Maria de la Jaille, weduwe van David de Hoy. In de volksmond werd de plantage daarom ook wel Di Hooy genoemd. In de 19e eeuw verwisselde Mariënburg enkele keren van eigenaar (J.M. Fraisinet, J. van Oosterwyk, C. Moyet, Van Baak) waarbij het op enig moment een koffieplantage werd. Bij de afschaffing van de slavernij in 1863 werden op Mariënburg 99 personen vrijgemaakt. Er werden 21 nieuwe achternamen genoteerd. Tijdens dan wel na de periode van staatstoezicht ging het met de plantage bergafwaarts.

### Nederlandsche Handel-Maatschappij
In 1882 was Mariënburg verlaten toen deze opgekocht werd door de Nederlandsche Handel-Maatschappij (NHM). De NHM wilde er een centrale fabriek vestigen die het suikerriet van de omliggende plantages Visserszorg, Alkmaar, Zoelen, Voorburg en Suzanna's Daal moest verwerken. Voor de aanvoer van het suikerriet werd een twaalf kilometer lange spoorweg aangelegd, de eerste spoorverbinding in Suriname. Op 23 oktober 1882 werd de suikerfabriek geopend. Echter, een van de plantages haakte al vroeg af en van de overigen bleek de productie, mede door de lage suikerprijzen, niet lonend. Om de enorme suikerfabriek draaiende te houden kocht de NHM deze plantages op. Ook op Mariënburg zelf werd nu suikerriet geplant. De NHM haalde hiervoor Javaanse contractarbeiders uit toenmalig Nederlands-Indië. De eerste Javanen arriveerden op 9 augustus 1890 in Paramaribo en werden vandaar naar Mariënburg gebracht. Ook hindoestanen uit Brits-Indië werkten op Mariënburg.

### Opstand
Door de te lage loonsverhoging van directeur James Mavor raakten de gemoederen op 29 juli 1902 verhit. De contractarbeiders volgden hem in groten getale en bij de suikerfabriek werd hij om het leven gebracht. De dag erna weigerden de arbeiders weer aan het werk te gaan en gehoor te geven aan de oproep terug te keren naar hun woningen. Toen ze verder opdrongen en een vooraf bepaalde lijn overstaken, werd het vuur geopend. Sommige militairen bleven doorvuren, ondanks het bevel tot één salvo. Er vielen 24 doden en 32 gewonden.

### Sluiting
De suikerfabriek produceerde naast rietsuiker ook rum en beschikte vanaf 1957 over een raffinaderij waarmee kristalsuiker kon worden geproduceerd. In 1964 werd de fabriek verkocht aan de N.V. Rubber Cultuur Maatschappij Amsterdam. Mariënburg leverde onder andere melasse aan Suriname Alcoholic Beverages (SAB) dat hieruit Mariënburg Rum produceerde.
De fabriek werd in 1986 gesloten. Het fabrieksterrein en de fabriekshallen zijn nu een trekpleister voor toeristen, ondanks de vervallen staat waarin het geheel zich bevindt. Tot de sluiting was Mariënburg een overheidsbedrijf en wettelijk zijn de ex-arbeiders nooit ontslagen. Zij leven onder armoedige omstandigheden in de krotten van de voormalige arbeiderswoningen.

## Transport
Mariënburg kan worden bereikt via de Oost-Westverbinding. Het dorp Johan & Margaretha en het vakantieresort Frederiksdorp kunnen worden bereikt met de veerboot die van Mariënburg vertrekt.

## Monumenten
| Artikel                                 | Type         | Omschrijving                               | Kunstenaar    | Onthulling |
| --------------------------------------- | ------------ | ------------------------------------------ | ------------- | ---------- |
| 120 jaar Javaanse immigratie            | beeldengroep | herdenking Javaanse immigratie in Suriname | John Djojo    | 2010       |
| Monument voor de Gevallen Helden (2006) | gedenkzuil   | Opstand van Mariënburg, 1902               |               | 2006       |
| Monument voor de Gevallen Helden (2022) | gedenkzuil   | Opstand van Mariënburg, 1902               | Rahied Abdoel | 2022       |

## Galerij

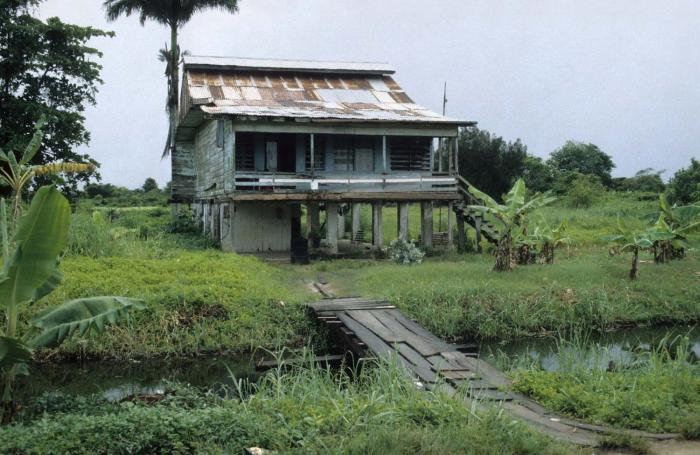
Woningen op de plantage (1997)
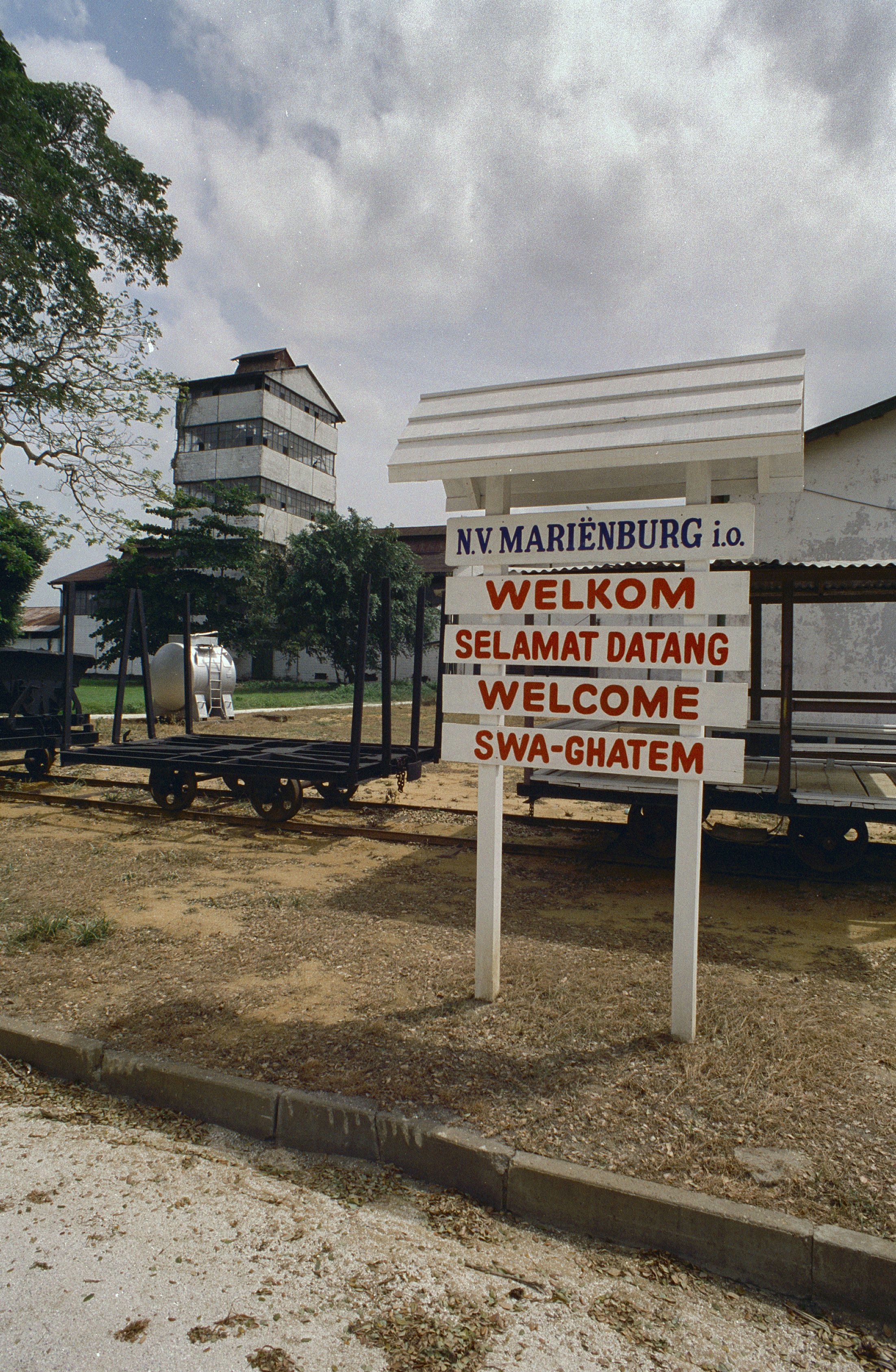
Welkomsbord (1997)
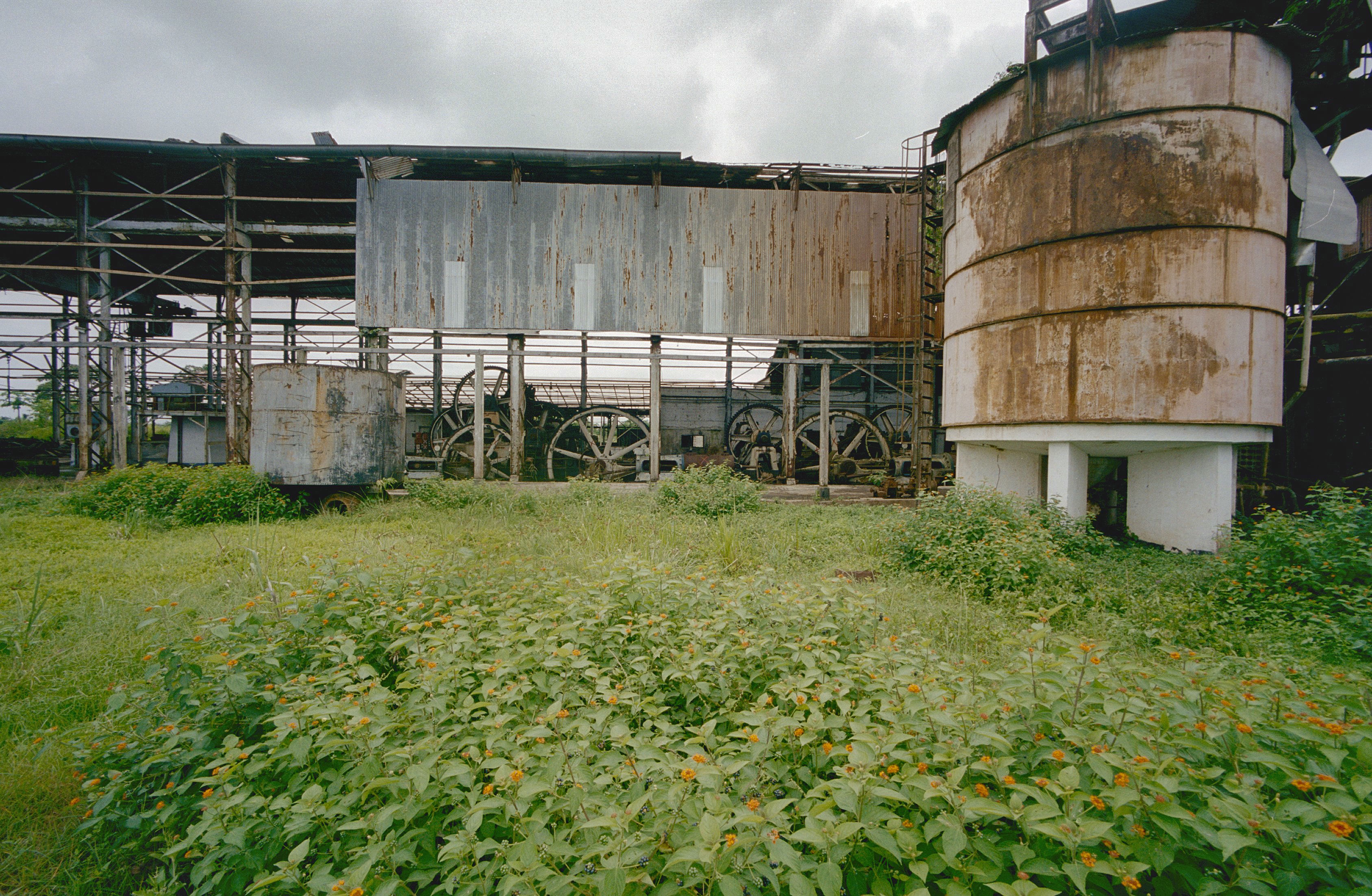
Vervallen fabriek (2000)
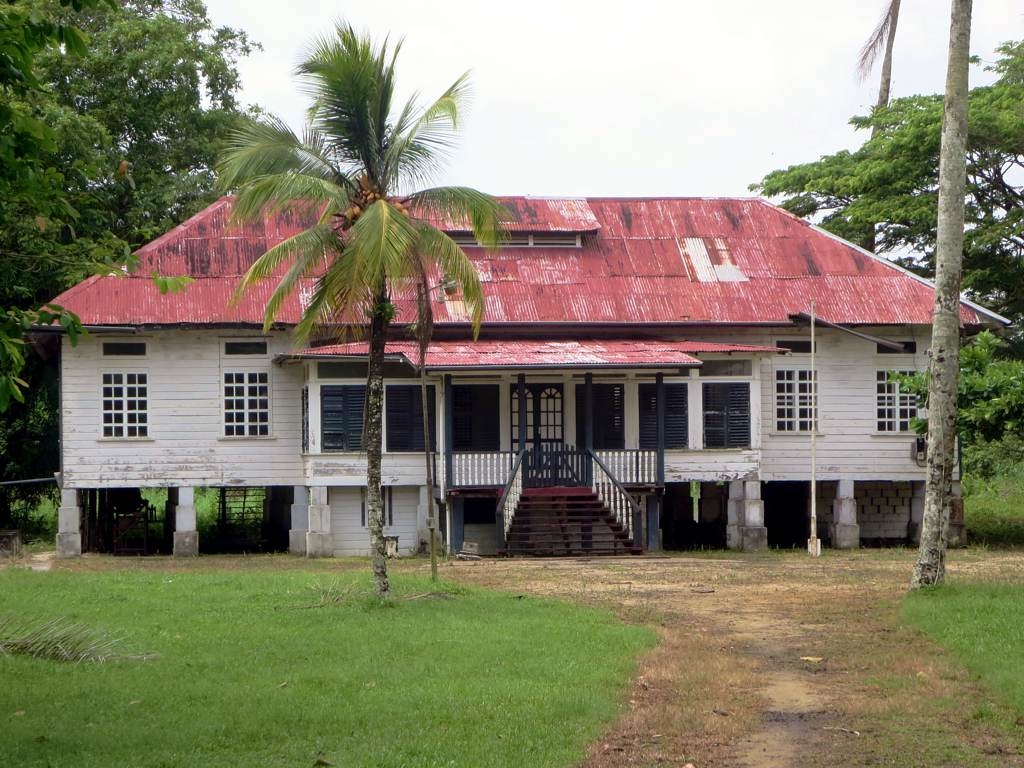
Administratiekantoor (2014)